# Eduard Fischer von Röslerstamm (Autor)
Eduard Fischer von Röslerstamm (* 4. Juni 1848 in Wilhelmsdorf bei Wien; † 22. Mai 1915 in Gippe bei Elsterberg) war ein österreichischer Schriftsteller und Autographensammler.

## Biographie
Eduard Fischer Edler von Röslerstamm d. J. war der Sohn des gleichnamigen Fabrikanten und Alpinisten (* 20. Mai 1814 in Nixdorf in Nordböhmen; † 5. September 1879 in Wien). Nach seiner Schulzeit in Wien studierte er in Wien und Innsbruck. Während seines Studiums wurde er 1866 Mitglied der braunen Wiener Burschenschaft Arminia und 1868 der Burschenschaft Teutonia Wien. Nach seinem Studium ging er zunächst als Journalist nach Berlin und Hamburg. Von 1872 bis 1881 lebte er in Stettin als Redakteur der Oder-Zeitung und später der Neuen Stettiner Zeitung. 1878 heiratete er in Dresden Ida Bertha Gersiek.
1881 übersiedelte das junge Paar nach Graz. Dort begründete Fischer seine Zeitschrift „Mittheilungen für Autographensammler“, die ab 1884 in zehn Jahrgängen erschien und meistens Beiträge aus seiner eigenen Feder enthielt. 1887 gab er sein „Adressbuch für Autographen- und Porträtsammler“ heraus. Zu seinen Freunden gehörten die bedeutenden Autographensammler Alfred Bovet (1841–1900), Alexander Meyer Cohn (1853–1904) und Stefan Zweig (1881–1942) sowie der Schriftsteller Rudolf Borchardt (1877–1945). Durch seine Zeitschrift und zahlreiche Beiträge in der "Zeitschrift für Bücherfreunde" erwarb er sich den Ruf eines „Altmeisters“ des Autographensammelns und als einer der besten Kenner dieser Materie. Er starb während eines Kuraufenthaltes im Sanatorium „Pomona“ in Gippe bei Elsterberg in Sachsen. Seine umfangreiche Sammlung wurde 1911 und 1913 von der Firma List & Francke in Leipzig versteigert; das Unverkaufte und kleinere Stücke gelangten an die Antiquariate V. A. Heck in Wien und David Salomon in Berlin.

## Werke
- (Hrsg.): Mittheilungen für Autographensammler. 10 Jge. 1884–93.
- Adressbuch für Autographen- und Porträtsammler. Leykam, Graz 1887.